# Down Twisted
Down Twisted  este un film american thriller din 1987 regizat de Albert Pyun. Rolurile principale au fost interpretate de actorii Carey Lowell, Charles Rocket, Courteney Cox, Norbert Weisser, Linda Kerridge, Trudi Dochtermann și Nicholas Guest.

## Prezentare
O chelneriță naivă și bună la suflet din Los Angeles nu se gândește de două ori ca să-și ajute colega de cameră care are probleme. Din această cauză, ea ajunge în America Centrală, fugind pentru viața ei împreună cu un mercenar murdar.

## Distribuție
- Carey Lowell - Maxine
- Charles Rocket - Reno
- Trudy Dochterman - Michelle (ca Trudi Dochtermann)
- Thom Mathews - Damalas
- Norbert Weisser - Alsandro Deltoid
- Linda Kerridge - Soames
- Nicholas Guest - Brady
- Galyn Görg - Blake (ca Galyn Gorg)
- Courteney Cox - Tarah
- Bambi Jordan - Suzie
- Ken Wright - Mr. Wicks
- Alec Markham - Captain
- Eduardo Cassab - Sargento
- Christabel Wigley - Theona
- Joe Holland - Mickey (ca Tim Holland)

## Lansare
Filmul a avut o lansare limitată în cinematografe în martie 1987. Lansarea video pentru acasă a avut loc în Statele Unite în 1990, filmul fiind distribuit de către Media Home Entertainment.